# Eemwijk (Baarn)
Het huis Eemwijk aan de Kerkstraat 43 is een gemeentelijk monument in Baarn in de provincie Utrecht.
In 1819 liet J. Molkenboer het toenmalige pand afbreken waarna hij Eemwijk liet bouwen. In 1853 had de buitenplaats een koetshuis met paardenstalling, een koepel en een Engelse tuin met vruchtbomen.
De lange zijde van het wit bepleisterde Eemwijk loopt evenwijdig aan de Eemweg, de korte zijde met de toegangsdeur is gericht op de Kerkstraat.
Boven het souterrain is een bel-etage met aan de rechterzijde daarvan een erker op schoren. Deze erker met Jugendstilmotieven in glas-in-lood werd rond 1900 toegevoegd. De kunstenaar en schilder Frans Stracké had achter de aangebouwde erker zijn atelier. Hij overleed in 1889 in Eemwijk.